# Mellár Tamás
Mellár Tamás (Alsónyék, 1954. március 18. –) magyar közgazdász, statisztikus, professor emeritus, a Magyar Tudományos Akadémia doktora (2006). 2018-ban függetlenként, 2022-ben az Egységben Magyarországért szövetség jelöltjeként szerzett parlamenti mandátumot, 2018-óta a Párbeszéd frakció tagja. Kutatási területei a makro-gazdaságpolitika, a heterodox közgazdaság-tudomány és az elmaradottság–modernizáció. 1998 és 2003 között a Központi Statisztikai Hivatal elnöke, 2006 és 2007 között pécsi önkormányzati képviselő a Fidesz színeiben.

## Életpályája
1968–1972 között a Bátaszéki Gimnázium diákja volt. 1972-ben kezdte meg egyetemi tanulmányait a Janus Pannonius Tudományegyetemen, ahol 1977-ben szerzett közgazdászdiplomát. A diploma megszerzését követően az egyetem Közgazdaságtudományi Karán helyezkedett el oktatóként. 1981-ben szerzett egyetemi doktori címet, 1991-től kandidátus, 2006-tól az MTA doktora. Először gyakornokként, majd tanársegédi, illetve adjunktusi beosztásban dolgozott 1988-ig. Ekkor kapott meghívást a Princetoni Egyetemre, ahol vendégkutató volt. 
1990-ben a Privatizációs Kutatóintézet tudományos igazgatójává nevezték ki, majd 1992-ben a Miniszterelnöki Hivatal kormány-főtanácsadójaként dolgozott. Az 1994-es kormányváltás után a Budapesti Közgazdaságtudományi Egyetem (ma: Budapesti Corvinus Egyetem) oktatója lett egyetemi docensi beosztásban. 1998-ban habilitált, majd kapta meg egyetemi tanári kinevezését. Ugyanebben az évben a Központi Statisztikai Hivatal (KSH) elnökévé nevezték ki, amit 2003-ig vezetett. 2006-ban távozott a BCE-ről és a Budapesti Műszaki és Gazdaságtudományi Egyetem tudományos főmunkatársa volt egy évig, ekkor tért vissza a Pécsi Tudományegyetemre. 2007 és 2009 között az egyetem Illyés Gyula Tanárképző Főiskolai Karának főigazgató-helyettese volt, ezt követően a Közgazdaságtudományi Karon oktat egyetemi tanárként. 
2010-ben egyik alapítója volt a Századvég Gazdaságkutató Zrt.-nek, ahol a kutatási igazgatói tisztséget töltötte be 2011-ig, amikor távozott a cégtől. Egy 2014-es interjúban azt állította, hogy azért jött el, mert a Századvég egy pénzmosoda, a miniszterelnök tanácsadói érdemi munkavégzés nélkül vették fel a minisztériumtól utalt pénzt. A Kúria mint felülvizsgálati bíróság megállapította, hogy ezek az állítások valótlanok és Mellár Tamás ezzel megsértette a Századvég Gazdaságkutató Zrt. jó hírnevét.
1991-ben védte meg a közgazdaság-tudomány kandidátusi, 2007-ben akadémiai doktori értekezését. Az MTA Statisztikai Bizottságának lett tagja, később elnöke 1998 és 2005 között. Emellett 2002 és 2004 az Egyesült Nemzetek Szervezete Statisztikai Bizottságának elnöki tisztségét is betöltötte. 2007-ben a Gazdaságmodellezési Társaság elnökségi tagjává választották. Emellett a Magyar Közgazdasági Társaság tagja, valamint 2003 és 2008 között a gazdaságpolitikai szakosztály elnöke volt. A Magyar Szemle és a Pénzügyi Szemle című folyóirat szerkesztőbizottsági tagja 1993-tól, illetve 2010-től, valamint a Statisztikai Szemle szerkesztőbizottságának elnöke volt 1998 és 2003 között. 2011-től ismét tagja a szerkesztőbizottságnak. Több mint 181 szakcikk és öt tankönyv szerzője, társszerzője. Középfokon beszél angolul, illetve alapfokon németül.
Tudományos munkássága mellett közéleti tevékenységet is folytatott: 1989-ben a Magyar Demokrata Fórum tagja lett, 1996 és 1998 között az országos választmány tagja volt, a pártból később kilépett. A 2006-os magyarországi önkormányzati választásokon a Fidesz – Magyar Polgári Szövetség jelöltjeként bejutott a pécsi közgyűlésbe, de egy évvel később lemondott mandátumáról.

### 2018-as országgyűlési választások után
A 2018-as országgyűlési választásokon Baranya megyei 1. sz. országgyűlési egyéni választókerületében független jelöltként, de több ellenzéki párt – köztük az MSZP, DK, Párbeszéd és Együtt – támogatásával indult. A kampány során a Fidesz–KDNP-közeli médiumok és szervezetek támadták, plakátjait letépték, átragasztották és megrongálták. A választáson végül 71,96%-os részvétel mellett 39,26%-os eredménnyel múlta felül a fideszes Csizi Pétert.
Május 18-án az MSZP–Párbeszéd-listájáról bejutott Bősz Anett bejelentette, hogy kilép a Párbeszéd parlamenti frakciójából, amelynek létszáma így négy főre csökkent. A házszabály szerint öt fő alatt nem alakulhat frakció. Mellár Tamás – annak ellenére, hogy a választás előtt határozottan tagadta, hogy bármely frakciónak tagja lesz – május 20-án  bejelentette, hogy belép a Párbeszéd frakciójába; függetlensége megőrzése érdekében azonban nem csatlakozik egy politikai párthoz sem, nem vonatkozik rá a frakciófegyelem és parlamenti munkájában szabad kezet kap. Később arról is beszélt, hogy ellenzéki politikai szereplők le szerették volna beszélni a csatlakozásról, véleménye szerint saját politikai érdekeik miatt, de ő ezután annál inkább kész volt a csatlakozásra.
A 2021-es magyarországi ellenzéki előválasztáson ugyancsak Pécsett indult és győzött, már a Párbeszéd színeiben, az MSZP és a Mindenki Magyarországa Mozgalom támogatásával. A 2022-es magyarországi országgyűlési választáson Kővári Jánost legyőzve Baranya megye 1. számú egyéni választókerületének országgyűlési képviselője.

## Magánélete
1976 óta házas, felesége Tóth Ilona közgazdász. Két gyermekük született; Balázs és Gergely.

## Díjai, elismerései
- Signum Auereum díj (Miskolci Egyetem, 2000)
- Popovics Sándor-díj (Magyar Nemzeti Bank, 2005)

## Főbb publikációi
- Az érték átalakulása termelési árrá avagy Az ún. transzformációs probléma. Pécs: Pécsi Janus Pannonius Tudományegyetem Közgazdaságtudományi Kar. 1982.  = Dolgozatok a közgazdaságtudományok köréből,  ISSN 0209-9187
- Paradigmán kívül és belül: Tanulmánykötet Zinhóber Ferenc professzor tiszteletére. Szerk. Mellár Tamás. Pécs: Pécsi Janus Pannonius Tudományegyetem Közgazdaságtudományi Kar. 1987.  ISBN 963641243X, ISBN 9789636412432
- A beruházások és a fogyasztási javak piacának kapcsolata; MTA Közgazdaságtudományi Intézete, Bp., 1987
- Monetary and Fiscal Policy in Hungary: Past, Present and Future (könyvfejezet, 1991)
- A privatizáció tapasztalatai Magyarországon: Válogatás a Privatizációs Kutatóintézet tanulmányaiból. Szerk. Mellár Tamás, lektorálta Matolcsy György. Budapest: Tulajdon Alapítvány Privatizációs Kutatóintézet. 1992.  = Lábadozásunk évei,  2. ISSN 1215-3729
- Stabilizáció, privatizáció, egyensúly (1994)
- Mellár Tamás – Bod Péter Ákos: Rendszerváltás és stabilizáció: A piacgazdasági átmenet első évei. 1. kötet/Az átmenet trendjei Budapest: Magyar Trendkutató Központ. 1995.  ISBN 9638531703, ISBN 9789638531704
- Adalékok a magyar gazdaságpolitikai dilemmák megoldásához. 9. kötet/Kutatási beszámolók Szerk. Mellár Tamás. Budapest: Budapesti Közgazdaságtudományi Egyetem. 1996.  ISSN 1219-5847
- Mellár Tamás: Alkalmazott makroökonómia. Lektorálta Meyer Dietmar–Bródy András. Pécs: Janus Pannonius Tudományegyetem Közgazdaságtudományi Kar. 1997.  = Gazdálkodástani doktori program,  ISBN 963-6415-34-X
- Az infláció a gazdaságpolitika szolgálatában (Rappai Gáborral, 1998)
- Dinamikus makromodellek a magyar gazdaságra (2003)
- Comments on Debt Dynamics (2003)
- A piaci rendszer: cél vagy eszköz? A harmadik út védelmében (2005)
- Bod Péter Ákos – Mellár Tamás – Vukovich Gabriella: Fehér könyv Magyarország állapotáról. Budapest: Szövetség a Polgári Magyarországért Alapítvány. 2006.  ISBN 963 06 0260 1
- Gazdaságpolitika makroszemléletben (2008)
- Válaszút előtt a makroökonómia? (2010)
- Szemben az árral: Rendhagyó közgazdasági előadások. Budapest: Akadémiai Kiadó. 2015.  ISBN 9789630596077